# Ratpenat frugívor de São Tomé
El ratpenat frugívor de São Tomé (Myonycteris brachycephala) és una espècie de ratpenat endèmica de São Tomé i Príncipe.
Es veu amenaçat per la pèrdua del seu hàbitat natural.